# Дони-Вишник
Дони-Вишник (серб. Доњи Вишњик, хорв. Donji Višnjik) — населенный пункт (деревня) в общине Дервента, который принадлежит энтитету Республике Сербской, Босния и Герцеговина. По результатам югославской переписи населения 1991 года в Дони-Вишнике проживало 704 человека.

## Население
В населении деревни преобладают хорваты.
| 1991                           | - | - | - | - | - | - |
| ------------------------------ | - | - | - | - | - | - |
| 704                            | - | - | - | - | - | - |
| Гистограмма динамики населения |   |   |   |   |   |   |

### Национальный состав
1991 год:
- Сербы — 67 человек (9,51 %)
- Хорваты — 617 человек (87,64 %)
- Югославы — 4 человека (0,56 %)
- Мусульмане — 0 человек (0,00 %)
- Другие — 16 человек (2,27 %)